# ثعلبة بن مازن
ثعلبة بن مازن بن الأزد بن الغوث بن نبت بن مالك بن زيد بن كهلان بن سبأ بن يشجب بن يعرب بن قحطان. جد عربي مشهور، ومن سلالتة ستة من أعظم بطون الأزد وهي: الأوس والخزرج، وبارق، وخزاعة، والعَتيك، الغساسنة، شَكْر.

## وصيته المشهورة
وحدّثني علي بن محمد، عن جده الدعبل بن علي، أن ثعلبة بن مازن وصى ابنه امرأ القيس بن ثعلبة بن مازن بن الأزد. ثم أنشأ يقول: " من البسيط "
ال علي بن محمد: قال الدعبل بن علي: فيقال: إن امرأ القيس بن ثعلبة بن مازن بن الأزد حفظ وصية أبيه في طاعة الملك الغوث بن قطن بن عريب،ويقال: إن امرأ القيس ولي الثغور والأطراف لأربعة من ملوك حمير، للغوث بن قطن، ولوائل بن الغوث، ولعبد شمس بن وائل، ولجشم بن عبد شمس،ويقال إنه قلد ابنه حارثة الأحساب بن امرئ القيس الثغور والأطراف التي كان يتقلدها في طاعة الملوك من حمير. وكتب له كتاباً يقول فيه: " من الرجز "
فيقال: إن حارثة بن امرئ القيس ولي الأطراف والثغور في حياة أبيه وبعد وفاته في طاعة الملك جشم بن عبد شمس وفي طاعة الملك عمرو بن عبد شمس وفي طاعة الملك الفظاظ بن عمرو بن عبد شمس،ويقال: إنه عمر ثلاثمائة سنة ونيفاً وثمانين سنة.
وحدّثني علي بن محمد، عن جده الدعبل بن علي، أن حارثة بن امرئ القيس بن ثعلبة بن مازن بن الأزد وصى ابنه عامر بن حارثة فقال: " من البسيط "
قال علي بن محمد: قال الدعبل بن علي: فيقال: إن عامر بن حارثة بن امرئ القيس حفظ وصية أبيه، وثبت عليها، وعمل بها فيما بينه وبين قومه، وتولى ما كان يتولاه أبوه من الأطراف والثغور للفظاظ بن عمرو، ولمن قبله من ملوك حمير،ويقال: إن عامر بن حارثة بن امرئ القيس، هو الذي تسميه العرب ماء السماء، وهو الذي افتخر به أحد الأنصار في قوله حيث يقول: " من الوافر "
وحدّثني علي بن محمد، عن جده الدعبل بن علي، أن عامر بن حارثة بن امرئ القيس بن ثعلبة بن مازن بن الأزد جرد إلى الشام بأمر الملك الفظاظ بن عمرو، وولى عليهم زيد بن عمرو بن الحاف بن قضاعة بن مالك بن عمرو بن مرة بن زيد بن مالك بن حمير، وعقد له الولاية وأمرهم بالسمع والطاعة له. وزيد هذا هو أبو عذرة وأبو جهينة ونهد ويحمد والحميس وشحمة وأخوه بلي ويهوى أبناء عمرو بن الحارث،ويقال: إن ماء السماء كتب لزيد بن عمرو إلى أهل الشام كتاباً. وكان كتابه:
قال علي بن محمد: قال الدعبل بن علي: فيقال: إن زيداً لما خرج بأحياء قضاعة إلى الشام والياً عليها، وصار إلى الحجاز وقع بينه وبين عشيرته كلام وحماشات ومحاسد فتفرقوا عنه، فمنهم من رجع إلى اليمن، ونسله إلى اليوم بها، وهم خولان بن عمرو بن الحاف بن جلوان بن عمرو بن الحاف بن قضاعة. ومنهم من نزل بالحجاز ونسله إلى اليوم بها، وهم بلي بن عمرو بن الحاف بن قضاعة. وأما نسل زيد بالحجاز فجهينة بن زيد، وحميس بن زيد، وعذرة بن زيد. وأما من مضى من قضاعة إلى الشام فنسله إلى اليوم بها وهم عاملة بن الحارث بن مالك بن ربيعة بن قضاعة وإخوتهم بنو وبرة. وأكثر وبرة بالشام عدداً وأشدهم بأساً وعضداً ونجدة وعزاً بنو كلب بن وبرة. منهم حباب، ومنهم العمائر، ومنهم عدي وعليم وأوس الله ويتم الله وسعد الله ويسع الله ووهب الله وزيد الله. فهؤلاء بنو رفيدة بن ثور بن كلب. ومنهم تنوخ، ومنهم العاص، ومنهم كنانة الكبرى. فهؤلاء حماة الشام ومدائنها. وأنشد أحدهم شعراً يقول فيه:
ويقال: إن ماء السماء بن حارثة بن امرئ القيس عمر ثلاثمئة سنة ونيفاً وستين سنة، وولي الأطراف والثغور لأربعة من ملوك حمير، للفظاظ بن عمرو، وليشدد بن الفظاظ، ولأبرهة بن يشدد، ولإفريقيس بن أبرهة.